# Wohnhaus Am Kirchplatz 6

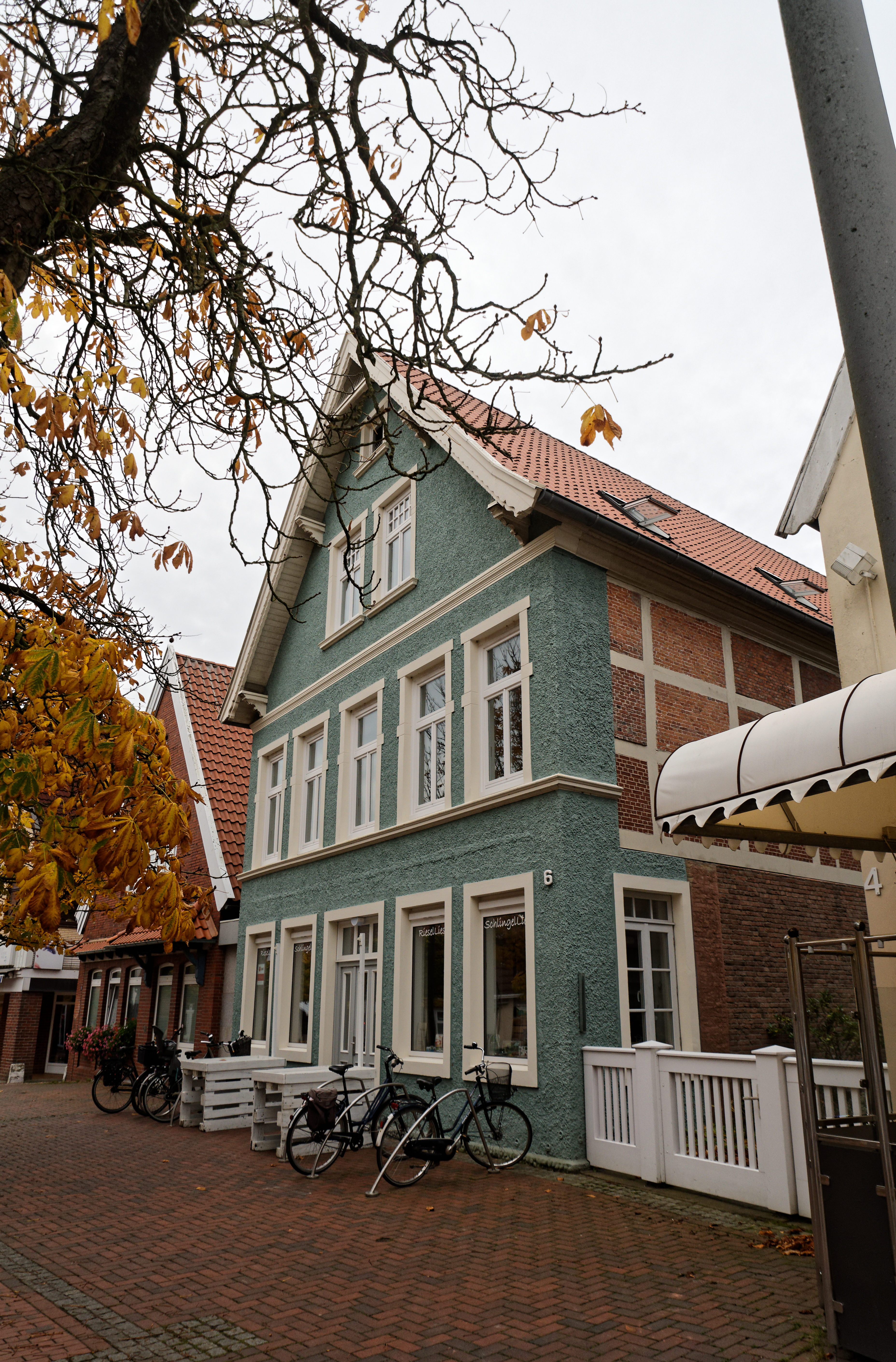
Wohnhaus Am Kirchplatz 6

Das Wohnhaus Am Kirchplatz 6, an der Nordseite, in der niedersächsischen Samtgemeinde Land Hadeln, Gemeinde Otterndorf, im Landkreis Cuxhaven, stammt aus dem 18. Jahrhundert. Aktuell (2024) wird es als Wohn- und Geschäftshaus genutzt.
Das Gebäude steht unter Denkmalschutz (siehe auch Liste der Baudenkmale in Otterndorf).

## Geschichte und Beschreibung
Otterndorf war der Hauptort des Landes Hadeln. 1400 erhielt er von Herzog Erich von Sachsen-Lauenburg das Stadtrecht.
Das Haus steht im historischen Zentrum, das östlich durch die anschließende Marktsiedlung ab dem dritten Viertel des 16. Jahrhunderts erweitert wurde.
Das zweigeschossige giebelständige Gebäude in Fachwerk mit Steinausfachungen und in Stockwerkbauweise, mit ziegelgedecktem Satteldach sowie mit dem eingeschossigen Hofflügel wurde 1756 (Inschrift) gebaut. Die straßenseitige neoklassizistische Fassade mit zwei geschossteilenden Gesimsen und Fensterrahmungen wurde um 1910 massiv erneuert und verputzt. Im Erdgeschoss wurde dabei ein Laden eingefügt. Im Innenhof wurde das Giebeldreieck sehr untypisch mit Schieferplatten verkleidet
Das Landesdenkmalamt befand u. a.: „… orts- und siedlungsgeschichtlichen Bedeutung, als beispielhaftes Zeugnis für den Bautyp des giebelständigen Fachwerkhauses …“